# Lâu đài San Pedro de la Roca
Lâu đài San Pedro de la Roca (còn được biết đến với tên lâu đài Morro, tiếng Tây Ban Nha: Castillo de San Pedro de la Roca) là một pháo đài bên bờ biển của thành phố Santiago de Cuba, Cuba. Nó cách trung tâm thành phố khoảng 10 km về phía tây nam, nơi có một vịnh nhỏ.

## Lịch sử

### Thiết kế ban đầu

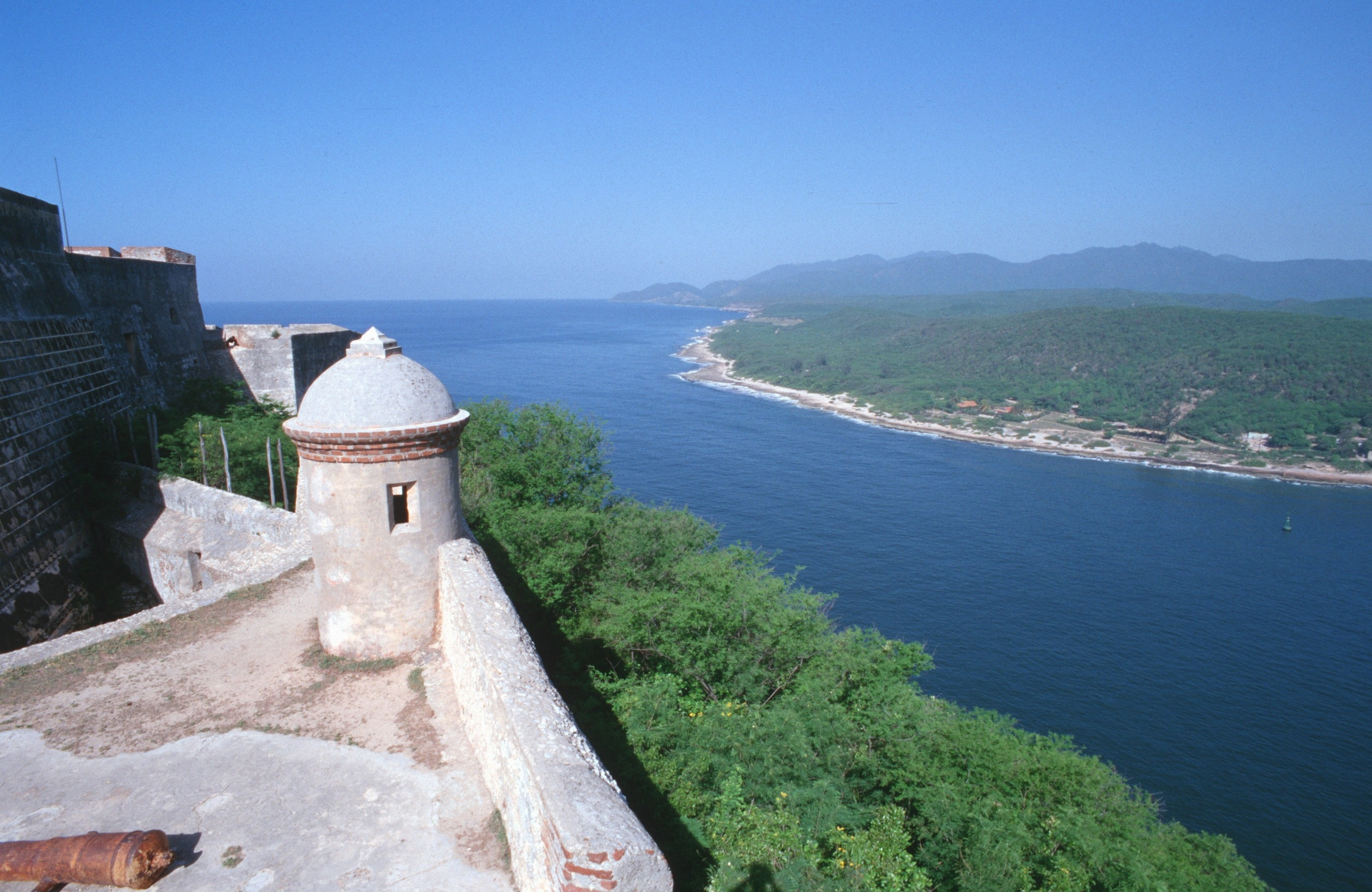
Một góc của Lâu đài

Pháo đài được thiết kế vào năm 1637 bởi Giovanni Battista Antonelli (còn được gọi là Juan Battista Antonelli), một kỹ sư quân sự người Italia. Ông được Pedro de la Roca de Borja lúc bấy giờ là thống đốc của thành phố Santiago ủy nhiệm xây dựng một công trình quân sự lớn hơn nhằm chống lại sự đánh phá của hải tặc. Tuy pháo đài ban đầu có cấu trúc nhỏ hơn, nhưng nó đã được xây dựng từ năm 1590 đến 1610. Antonelli thiết kế công trình sao cho nó thích nghi được với vị trí của những pháo đài nằm trên khu vực mũi đất dốc, nhô ra biển (cái tên Morro được biết đến từ đó). Nó được xây dựng thành các cấu trúc bậc thang; có bốn mức độ bảo vệ chính và ba lớn tường bảo vệ. Hàng hóa được chuyển bằng đường biển sau đó được lưu trữ trong các kho hàng lớn, các kho này được cắt trực tiếp vào đá. Hoặc cũng có thể vận chuyển lên đến khu vực có mức độ bảo vệ cao nhất, đó là nơi có những thành lũy kiên cố. Xây dựng thành lũy mất tới 62 năm, bắt đầu từ năm 1638 và cuối cùng được hoàn thành vào năm 1700. Tuy nhiên, pháo đài có cấu trúc co thắt. Antonelli được gọi tới Cuba trong năm 1645, ngay sau khi các dự án lớn được bắt đầu. Một ví dụ khác về công việc của ông có thể được nhìn thấy ở Cuba đó là Fuerte del Cojimar và Torreon de la Chorrera (có tên đầy đủ là Fuerte de Santa Doratea de Luna de Chorrera). Một số những cấu trúc từ pháo đài trước đó được tận dụng để đưa vào cấu trúc chính.

### Tiếp tục xây dựng
Nỗi sợ hãi trước các cuộc tấn công của hải tặc đã phần nào bớt đi. Trong khi pháo đài vẫn đang được xây dựng vào năm 1662, cướp biển Anh dưới sự chỉ huy của Christopher Myngs đã kiểm soát Santiago hai tuần, và trong thời gian đó, pháo đài bị phá hủy một phần. Sau khi chúng rời đi, chính phủ Tây Ban Nha đã ra lệnh xây dựng lại phần bị hư hại của pháo đài và nâng số quân chiếm đóng bảo vệ lên 300 người. Giữa năm 1663 và 1669, các kỹ sư Juan Císcara Ibáñez, Juan Císcara Ramirez và Francisco Perez là những người chịu trách nhiệm quá trình sửa chữa các hư hỏng và cải thiện các công sự, tăng cường hai bên pháo đài và xây dựng bệ pháo mới. Năm 1678, pháo đài đã chặn đứng được cuộc tấn công của một hạm đội Pháp vào năm 1680 là một cuộc chiến đấu trước một cuộc tấn công của 800 quân của Franquesma.
Giữa năm 1675 và 1692, pháo đài đã bị hư hỏng bởi một loạt các trận động đất và quá trình xây dựng lại được thực hiện dưới sự chỉ đạo của Francisco Pérez từ giữa 1693 và 1695. Từ 1738-1740, công việc tiếp tục bởi kỹ sư Antonio de Arredondo, người đã mở rộng thành lũy và hoàn thành một số các hạng mục chưa hoàn thành và, Juan Martín Cermeño và Francisco Calderín là những người đã khắc phục hư hại do động đất giữa năm 1757 và 1766.
Năm 1775, sự sợ hãi trước các cuộc tấn công lắng xuống, và một phần pháo đài được gọi là Rock (la Roca) và Star (la Estrella) đã được chuyển đổi thành một nhà tù chính trị, dù phần còn lại của pháo đài tiếp tục phục vụ như là một căn cứ quân sự. Nó được sử dụng một lần nữa như một pháo đài vào năm 1898 khi hạm đội Hoa Kỳ tấn công Santiago de Cuba trong Chiến tranh Tây Ban Nha-Mỹ.

### Di sản thế giới
Năm 1997, công trình chính thức trở thành một Di sản thế giới của UNESCO như là một trong những ví dụ bảo quản tốt nhất về kiến trúc quân sự Tây Ban Nha-Mỹ.